# エジプトの国章
エジプトの国章（エジプトのこくしょう）はエジプトの象徴の一つ。1984年10月4日に制定された。金色の鷲が左を向き、胸にエジプトの国旗の三色（赤・白・黒）を垂直に配した図柄の盾を抱えている。足のかぎづめで「エジプト・アラブ共和国（Gumhuriyat Misr al-Arabiya）」と書かれた帯を持っている。
金色の鷲は「サラディンの鷲」とも呼ばれ20世紀の汎アラブ主義のシンボルである。1958年のシリアとの「アラブ連合共和国」の成立から、シリア脱退後もエジプト単独でアラブ連合を名乗り続けた1971年まで、鷲の胸の位置には二つの星があった。1972年にリビア・シリア・エジプトの「アラブ共和国連邦」が成立すると一旦「クライシュ族の金色の鷲」に代えられた（シリアの国章も参照）が、1977年の連邦解消後も1984年まで使用されていた。
「サラディンの鷲」は考古学者や歴史学者の議論の的となっている。鷲のシンボルはもともとサラディン（サラーフ・アッディーン）が建設したカイロの城塞の西壁にあったもので、一般にはこれがサラディン個人の象徴とみなされてきたが、サラディンが鷲をシンボルにしていたという証拠はこれ以外にはあまり見られず、サラディンと鷲を結び付けるのに対する疑問が呈されている。

## ギャラリー

エジプト・スルターン国 (1914年 – 1922年) の国章
エジプト王国（1922年 - 1953年）の国章
エジプト共和国 (1953年 – 1958年) の国章
アラブ連合共和国 (1958年 – 1971年) の国章
アラブ共和国連邦 (1972年 – 1977年) の国章。連邦解消後もエジプトは1984年まで使用し続けた
エジプトの国旗にあしらわれた国章
1984年以後のエジプトの公式な国章